# 岡野是保
岡野 是保（おかの これやす、1855年3月24日（安政2年2月7日）- 1915年（大正4年）9月28日）は、明治期の実業家、政治家。貴族院多額納税者議員。

## 経歴
能登国羽咋郡宿村（石川県羽咋郡柏崎村、押水町を経て現宝達志水町宿）で、豪農で同国鹿島郡熊木組の十村役を務めた岡野幾平の長男として生まれる。
柏崎村会議員、備荒貯蓄米請求委員、教育会員などを務めた。1879年（明治12年）石川県会議員に選出され4期在任し、同常置委員、県勧業諮問委員を務めた。
1890年（明治23年）石川県多額納税者として貴族院多額納税者議員に互選され、同年9月29日から1897年（明治30年）9月28日まで、立憲改進党に所属して1期在任した。
実業界では、金沢電気、七尾セメント、七尾鉄道（七尾線）、羽咋廣業銀行などの設立に参画して、地域産業の振興に貢献した。ほか、金融会社興業社を興し、小学校の校舎建築費の助成や、通学路の改修や架橋などを行った。
1890年（明治23年）の第四高等中学校の設立の際にも建築費を寄付した。

## 石川県会選挙歴
- 1期：1879年当選[1]
- 2期：1882年6月23日当選[1]
- 3期：1883年7月20日当選[1]
- 4期：1886年9月15日当選[1]